# مال دوناغي
مال دوناغي (بالإنجليزية: Mal Donaghy)‏ مواليد 13 سبتمبر 1957 في بلفاست، هو لاعب كرة قدم أيرلندي شمالي دولي سابق كان يلعب كمدافع. سبق له أن لعب في كأس العالم لكرة القدم مع منتخب بلاده. لعب خلال مسيرته 590 مباراة سجل خلالها 19 هدفاً.

## المسيرة الاحترافية

### أندية لعب لها
- نادي لوتون تاون
- مانشستر يونايتد
- تشيلسي

## روابط خارجية
- مال دوناغي على موقع الاتحاد الدولي (مؤرشف)  (الإنجليزية)
- مال دوناغي على موقع قاعدة بيانات كرة القدم.إي يو (الإنجليزية)
- مال دوناغي على موقع ناشيونال فوتبول تيمز (الإنجليزية)
- مال دوناغي على موقع Soccerbase.com (لاعب) (الإنجليزية)
- مال دوناغي على موقع عالم كرة القدم.نت (الإنجليزية)